# Pieter Johannes Gerardus Beijerinck
Pieter Johannes Gerardus Beijerinck (Nijmegen, 7 mei 1820 - ‘s-Gravenhage, 9 augustus 1890) was een Nederlandse waterbouwkundig ingenieur uit de familie Beijerinck. Hij was de zoon van Martinus Gijsbertus Beijerinck. Hij werd ambtenaar bij de Nederlands-Indische Waterstaat in 1839 en klom op tot ingenieur 3e klasse in september 1841, hij werd op 6 februari 1851 ingenieur 2e klasse, op 2 juli 1855 ingenieur 1e klasse, in mei 1859 waarnemend hoofdingenieur, op 12 september 1860 hoofdingenieur 2e klasse, en ten slotte op 26 juni 1865 hoofdingenieur 1e klasse. Op 30 januari 1868 werd hij directeur Publieke Werken in Surabaya.  

## Waterbouwkundige werken

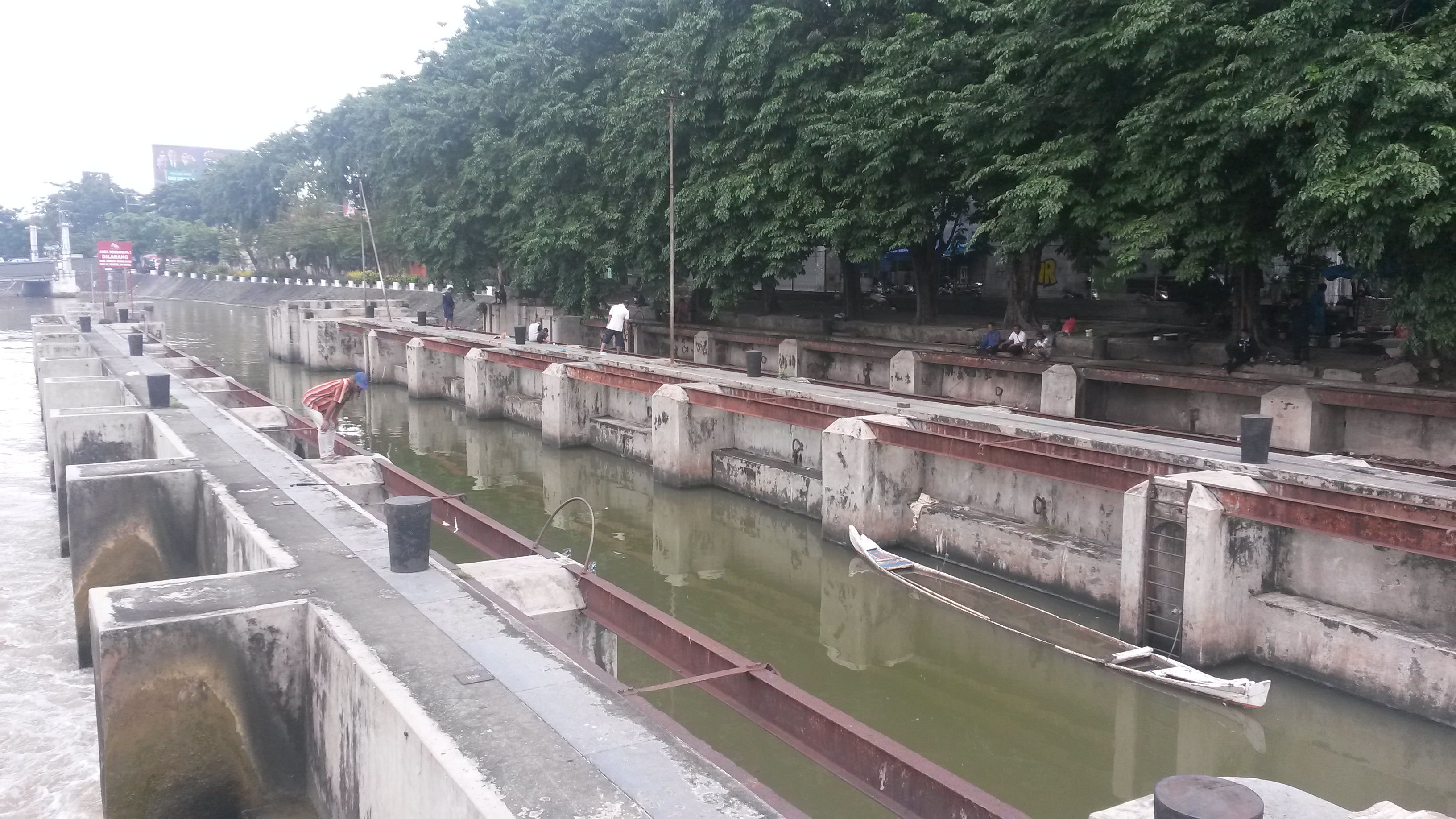
De Melirip-sluis in 2018

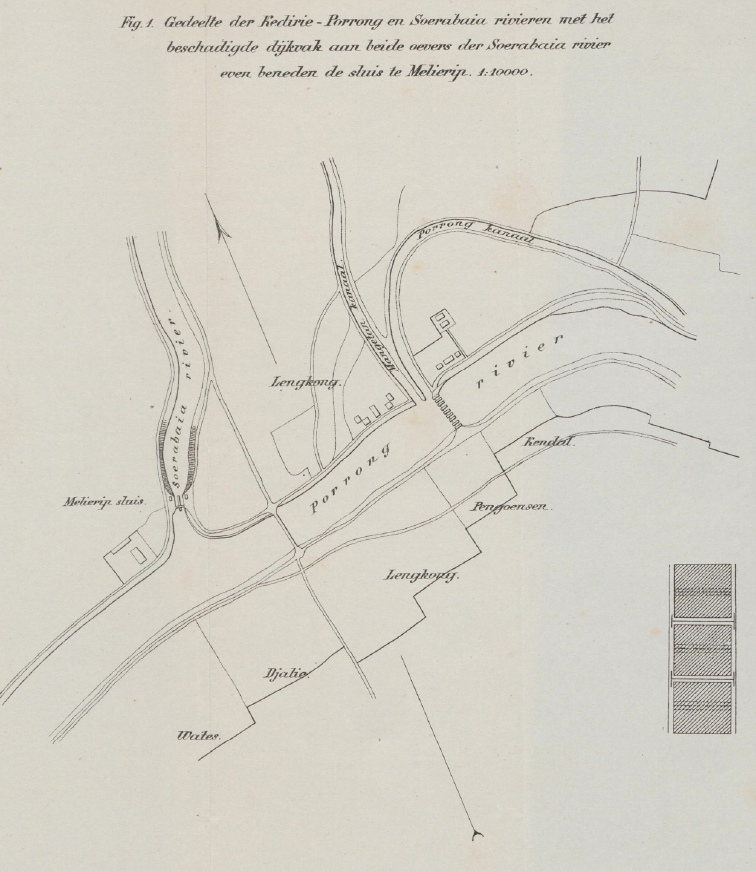
De situatie bij de Melirip-sluis in 1881

In Surabaya was hij van 1843 tot 1845 betrokken bij de bouw van de Melirip-sluis en regelwerken in de Soerabaja rivier (Sungai Surabaya). Sinds de zelfstandigheid van Indonesië heet deze sluis de Wonokromo-sluis en is nog steeds aanwezig, alhoewel hij niet meer als schutsluis gebruikt wordt. 
Andere werken zijn de verlegging van de monding van de Solo-rivier, wat later ontwierp hij een verruiming van de stuw hiervoor; deze is in 1876 uitgevoerd onder leiding van De Bruyn.
Volgens Ramaer (citerend uit de Encyclopaedie van Nederlandsch-Indië) werd hij in 1855 na het bezwijken van de Rambatan-dam in Indramajoe daarheen gezonden en hij bracht in 1858 een uitvoerig en wetenschappelijk verslag over de oorzaken uit, maar men beklaagde zich erover dat het zolang geduurd had voordat dit rapport beschikbaar was.  Ramaer meldt ook dat hij rapporteerde over de opstuwing van de Sampean in 1864; het rapport hierover verscheen in 1866. Er is in Noord-Sumatra een dorpje met die naam, maar een rivier is niet te lokaliseren. 
Men was in Nederlands-Indië zeer te spreken over zijn technische kennis, maar hij had moeite met het regelen van typische beheerszaken. Zijn opvolger De Bruyn moest wel orde op zaken stellen. De "encyclopaedie" verwoordt dit met "Gaat men na wat deze begaafde man, die reeds op 19-jarigen leeftijd in dienst kwam, op technisch gebied presteerde, dan was juist het beheer van het departement, waarbij de opvolger van de Bruyn nog in bijzonder moeilijke omstandigheden verkeerde, blijkbaar geen taak in overeenstemming met zijn aanleg en zijn eigenaardigheden, welke hem in dien werkkring noodzakelijk in den weg moesten staan en dit zal wel de reden van zijn spoedig heengaan geweest zijn."

## Terug in Nederland
Op 5 januari 1870 ging hij om gezondheidsredenen met verlof naar Europa en op 17 augustus 1870 werd hij op zijn verzoek eervol uit de dienst ontslagen. Hij ging in 's-Gravenhage wonen en werd in 1871 tot bestuurslid  van het Koninklijk Instituut van Ingenieurs gekozen. Maar hij nam deze benoeming niet aan.

## Privé
Hij kreeg op Ambon een relatie met Jin Bien Njo (zij wordt in akten ook wel Bingnio genoemd). Het is niet duidelijk of zij getrouwd zijn geweest. Bij haar kreeg hij in 1847 een dochter Anne en in 1848 een zoon Willem. Willem is op driejarige leeftijd naar Nederland gestuurd voor zijn opvoeding.
- Biografisch Portaal: 66977741